# Krzysztof Król (polityk)
Krzysztof Jakub Król (ur. 5 października 1963 w Warszawie) – polski polityk i dziennikarz, działacz opozycji demokratycznej w okresie PRL, poseł na Sejm I i II kadencji, w latach 2011–2015 doradca społeczny prezydenta RP.
Mąż pasierbicy Leszka Moczulskiego Elżbiety Król.

## Życiorys

### Polska Rzeczpospolita Ludowa
Od 1979, jako uczeń Liceum Ogólnokształcącego pw. św. Augustyna w Warszawie, kolportował pisma drugiego obiegu, które otrzymywał od działaczy Komitetu Samoobrony Społecznej KOR Jacka Kuronia i Jana Lityńskiego. Współpracował też z pismem ROPCiO „Uczeń Polski”. We wrześniu 1980 wraz z m.in. Piotrem Niemczykiem założył Uczniowski Ruch Odnowy, który w 1981 wszedł w skład Niezależnej Federacji Młodzieży Szkolnej.
W 1981 związał się z Konfederacją Polski Niepodległej. W 1982 po zatrzymaniu przywódców tego ugrupowania wszedł w skład (centralnego) kierownictwa akcji bieżącej KPN. Był dziennikarzem oraz organizatorem druku i kolportażu niezależnych pism tej organizacji, tj. „Strzelec” (1982–1984), „Droga” (1984–1989) i „Gazeta Polska – KPN” (1988–1991). W grudniu 1984 podczas II kongresu KPN wybrano go w skład jej rady politycznej. W marcu 1985 został aresztowany, następnie sądzony w II procesie kierownictwa KPN wraz z Leszkiem Moczulskim, Andrzejem Szomańskim, Adamem Słomką i Dariuszem Wójcikiem. Został skazany na karę 2,5 roku pozbawienia wolności. Zwolniono go we wrześniu 1986 na mocy amnestii. Kontynuował działalność w KPN, był zatrzymywany przez funkcjonariuszy SB. W 1987 otworzył w swoim mieszkaniu jawne biuro KPN w Warszawie. Na III kongresie tej organizacji w lutym 1989 został ponownie członkiem rady politycznej.
W czerwcu 1989 bezskutecznie kandydował z rekomendacji KPN w wyborach do Sejmu kontraktowego; otrzymał wówczas 3607 głosów (3,7%).

### III Rzeczpospolita
W latach 1991–1997 przez dwie kadencje z ramienia KPN sprawował mandat posła na Sejm. Był w tym okresie przewodniczącym klubu parlamentarnego partii. Do 1996 pełnił funkcję wiceprzewodniczącego Komisji Spraw Zagranicznych. W I kadencji przewodniczył komisji opracowującej ordynację wyborczą do parlamentu, reprezentował też Sejm RP w Zgromadzeniu Parlamentarnym NATO. W 1997 zrezygnował z członkostwa w KPN i wycofał się z działalności politycznej.
W latach 1997–2004 był redaktorem w tygodniku „Wprost”. tworzył dodatek komputerowy „Intermedia”. Został wiceprezesem ds. komunikacji elektronicznej w Polskiej Izbie Informatyki i Telekomunikacji. Przez wiele lat był przewodniczącym Rady PIiT. Objął także stanowisko wicedyrektora departamentu komunikacji korporacyjnej w grupie Prokom Software, założonej przez Ryszarda Krauzego. Był doradcą zarządu Asseco Poland po przejęciu przez nią przedsiębiorstwa Prokom Software. Jest również autorem publikacji z zakresu informatyki, rynku komputerowego i technologii IT. Od 1998 do 1999 kierował programem US-AID „Wspólnota onLine”.
Należy do Stowarzyszenia Wolnego Słowa, jest członkiem rady fundacji Nowoczesna Polska.
29 czerwca 2011 został doradcą społecznym prezydenta Bronisława Komorowskiego. Pełnił tę funkcję do 5 sierpnia 2015.
W latach 2016–2017 zasiadał w zarządzie głównym Komitetu Obrony Demokracji. W czerwcu 2018 uczestniczył w powołaniu zainicjowanego przez Lecha Wałęsę Komitetu Obywatelskiego. Został szefem Komitetu Wykonawczego tej organizacji. W listopadzie stanął na czele stowarzyszenia Paragraf-Państwo zajmującego się wymiarem sprawiedliwości w Polsce, został także redaktorem naczelnym serwisu Panstwo-pis.pl wydawanego przez to stowarzyszenie.
W 2009, za wybitne zasługi dla niepodległości Rzeczypospolitej Polskiej, za działalność na rzecz przemian demokratycznych, za osiągnięcia w podejmowanej z pożytkiem dla kraju pracy zawodowej i działalności społecznej, został przez prezydenta Lecha Kaczyńskiego odznaczony Krzyżem Komandorskim Orderu Odrodzenia Polski. W 2015, za zasługi w działalności na rzecz niepodległości i suwerenności Polski oraz respektowania praw człowieka w Polskiej Rzeczypospolitej Ludowej, prezydent Bronisław Komorowski nadał mu Krzyż Wolności i Solidarności.
Był inicjatorem utworzenia w 2016 skweru Martina Luthera Kinga w Warszawie.